# Augustine Eguavoen
Augustine Owen Eguavoen (ur. 19 sierpnia 1965 roku w Sapele) – nigeryjski piłkarz grający na pozycji prawego obrońcy i trener piłkarski.
Jako zawodnik Eguavoen brał udział w mistrzostwach świata 1994 i 1998 oraz w Pucharze Narodów Afryki w 1994 roku, na którym Nigeria zdobyła mistrzostwo kontynentu. Występował w takich klubach jak: ACB Lagos, KAA Gent, KV Kortrijk, CD Ourense, Sacramento Scorpions, Torpedo Moskwa i Sliema Wanderers, w którym zakończył karierę w 2001 roku. Od lipca 2005 do stycznia 2007 roku był selekcjonerem reprezentacji Nigerii, a następnie także w 2010 roku.